# Odeum

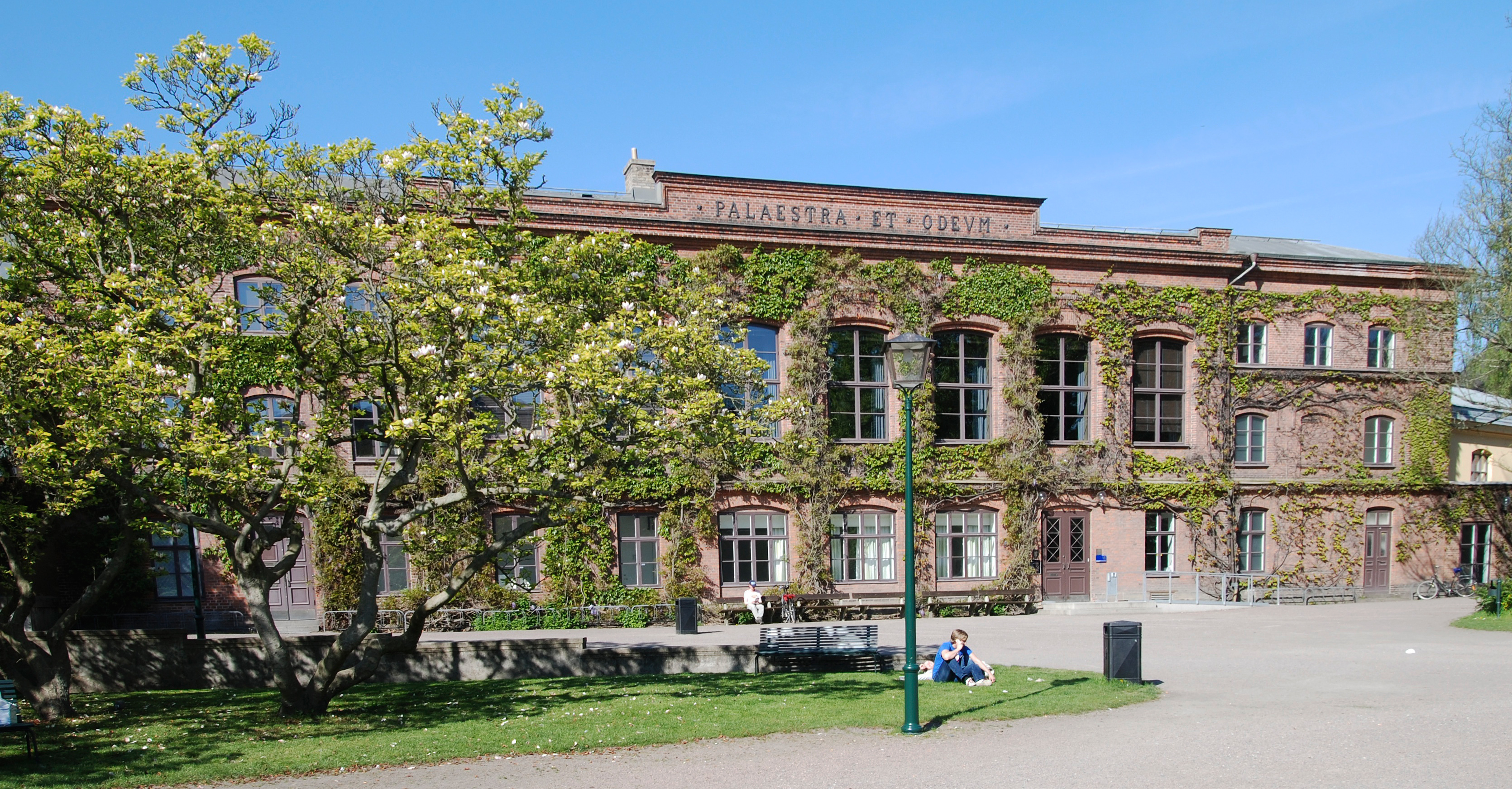
Odeum huserar i Palaestra et Odeum vid Universitetsplatsen i Lund.

Odeum är Lunds universitets musikenhet. Enheten grundades 1745, då under namnet Akademiska Kapellet, och har sedan dess varit ett centrum för musicerande studenter i Lund. År 2007 bytte enheten namn till Odeum, för att lättare särskiljas från sin symfoniorkester med samma namn: Akademiska Kapellet. Odeum tillhör Lunds universitets kultur- och museiverksamheter – LUKOM – tillsammans med Skissernas museum, Historiska museet och Botaniska trädgården.
Förutom Akademiska kapellet huserar Odeum också två körer: Lunds akademiska kör och Palaestra Vokalensemble. Institutionen leds av universitetets Director musices, sedan 2006 Patrik Andersson. Körverksamheten leds av Director cantorum Cecilia Martin-Löf. Odeum bedriver också en evenemangsserie med ca 40 konserter och föreläsningar varje år.
Odeum återfinns i byggnaden Palaestra et Odeum, ritad av Helgo Zettervall, vid Universitetsplatsen i Lund.